# Stefano Domenicali
Stefano Domenicali (ur. 11 maja 1965) – włoski menadżer, były szef Scuderia Ferrari oraz prezes Lamborghini.

## Życiorys
Urodził się w mieście Imola, gdzie znajduje się tor samochodowy, na którym rozgrywano zaliczane do punktacji MŚ Formuły 1 Grand Prix San Marino. Pracę w zespole Ferrari rozpoczął w 1991 r. Początkowo pracował w administracji, awansował w 1995, 1996, 2002. W listopadzie 2007 r. objął stanowisko szefa zespołu (po Jeanie Todtcie). Mimo to w światku F1 mówi się o tym, że faktycznie to właśnie Todt nadal szefuje w Scuderii. Tę teorię może potwierdzać wysokie stanowisko jakie w zespole piastuje syn Jeana, Nicolas Todt (menadżer Felipe Massy). 14 kwietnia 2014 roku ustąpił ze stanowiska szefa włoskiego zespołu. Stefano Domenicali został prezesem firmy produkującej włoskie samochody Lamborghini.